# Råsunda Stadion

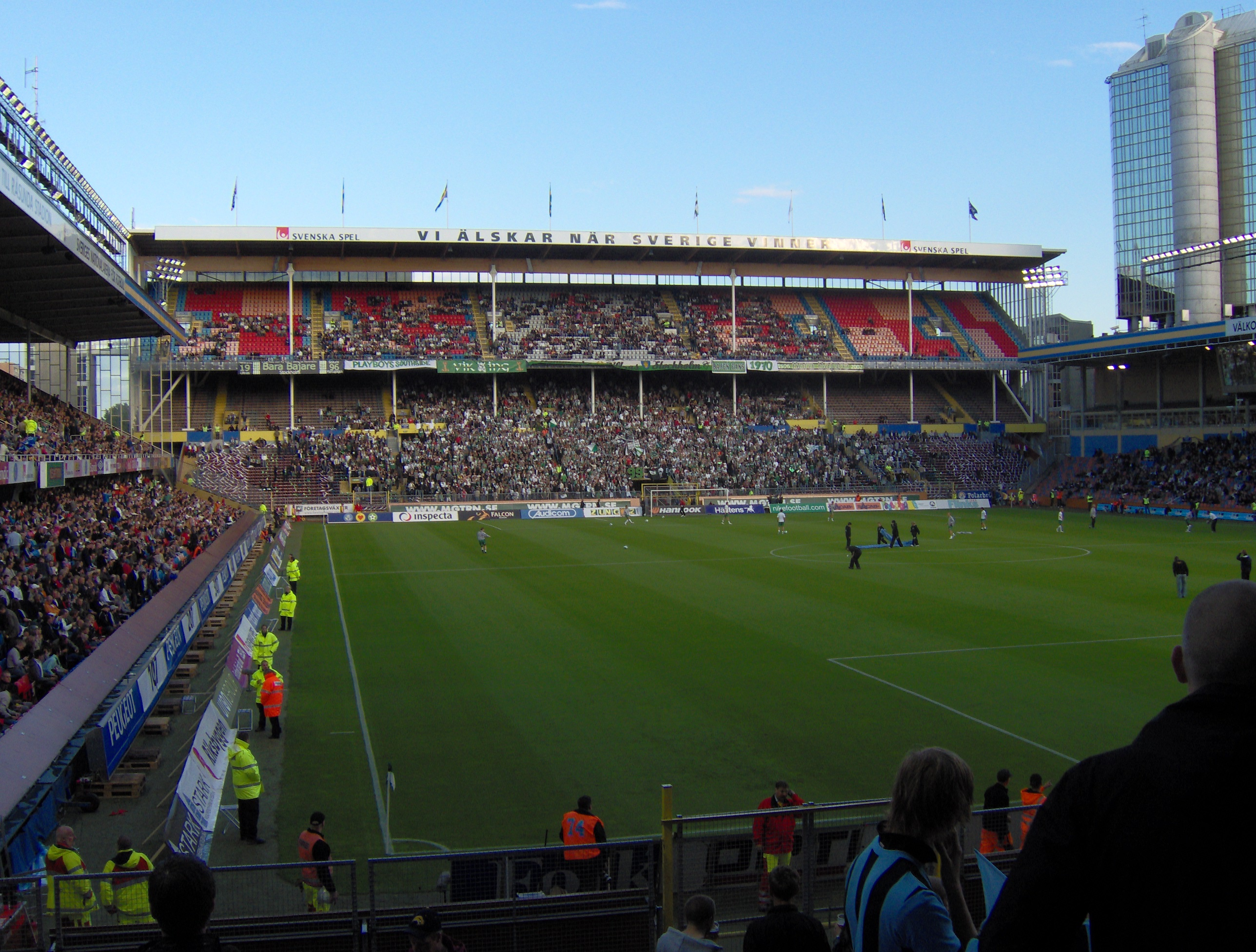
Råsunda Stadion

A Råsunda Stadion Svédország nemzeti labdarúgó stadionja. Több megnevezést visel: Råsundastadion, Råsunda Stadium vagy igazságos Råsunda. A főváros, Stockholm egyik negyedében, Solna község területén található.
A stadion elődje 1910-ben készült el, majd 1937-ben a kor követelményei szerint - lehetővé téve a többrendeltetésű használatot - átépítették, befogadó képessége maximálisan 36 608 néző. A létesítményt az AIK és a Stockholm egyesületek közösen használják. Itt székel a Svéd labdarúgó-szövetség, a nemzeti válogatott, mérkőzéseinek 75%-át itt játssza, a többit a göteborgi Ullevi Stadionban. A FIFA minősítése szerint 4 csillagos stadion. A legtöbb néző, 52 943 fő 1965. szeptember 26-án, a Svédország-Nyugat-Németország találkozón volt. Az első stadion adott helyet az 1920-as nyári olimpiai játékok labdarúgó tornája több mérkőzésének. 1958-ban a labdarúgó-világbajnokság férfi, 1995-ben a női torna mérkőzéseit is itt rendezték.
2006. április 1-jén a Svéd Labdarúgó-szövetség bejelentette, hogy a kor követelményeinek megfelelően új stadiont építenek a régi helyett, annak közelében, Stockholm Solna városrészében. Az új aréna építésének befejezését 2012-re tervezik. Az új stadion fedett lelátóján 50 000 nézőnek biztosítanak helyet, elnevezése az eredetileg kigondolt Swedbank Arena helyett Friends Arena lesz. A Swedbank névadási jogát 153 millió koronáért vette meg és 2023-ig szól.
A régi stadion helyén lakásokat és irodákat építenek.

## Külső hivatkozások
- http://www.fabege.se/sv/Om-Fabege/Projekt/Arenastaden/ Archiválva 2012. szeptember 24-i dátummal a Wayback Machine-ben